# 자비에르 젠스

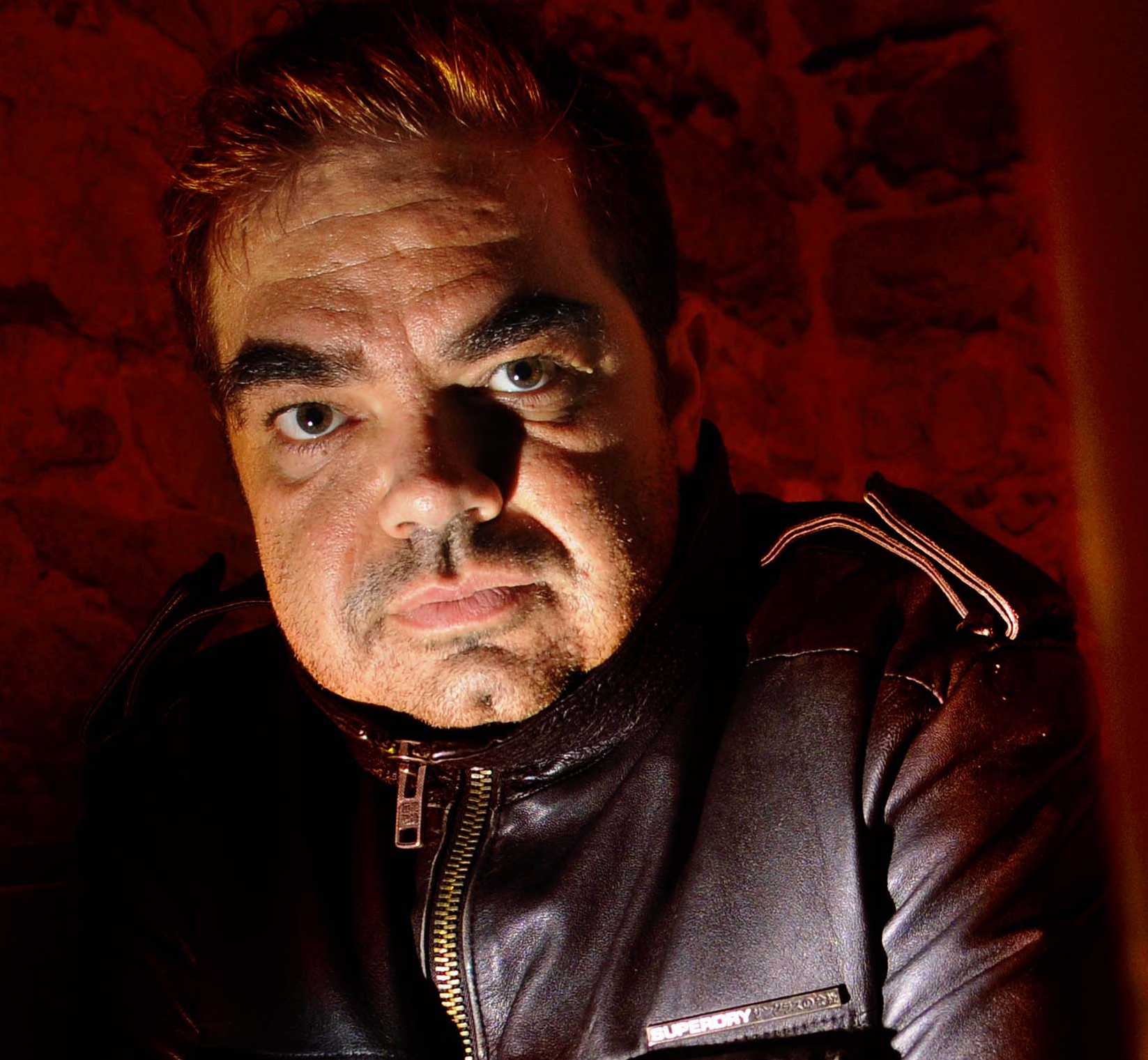

그자비에 장스(Xavier Gens, 1975년 4월 27일 ~ )는 프랑스의 영화 감독, 각본가, 영화배우이다.
됭케르크에서 태어났다.

## 영화
- 크레이지 부다페스트 (2018년)
- 크루시 (2017년)
- 콜드 스킨 (2017년)
- 호스틸 (2017년)
- ABC 오브 데쓰 (2012년)
- 디바이드 (2011년)
- 프런티어 (2007년)
- 히트맨 (2007년)
- 더 배드, 더 굿, 앤 더 좀비 (2004년)